# Enfance de Franz Liszt

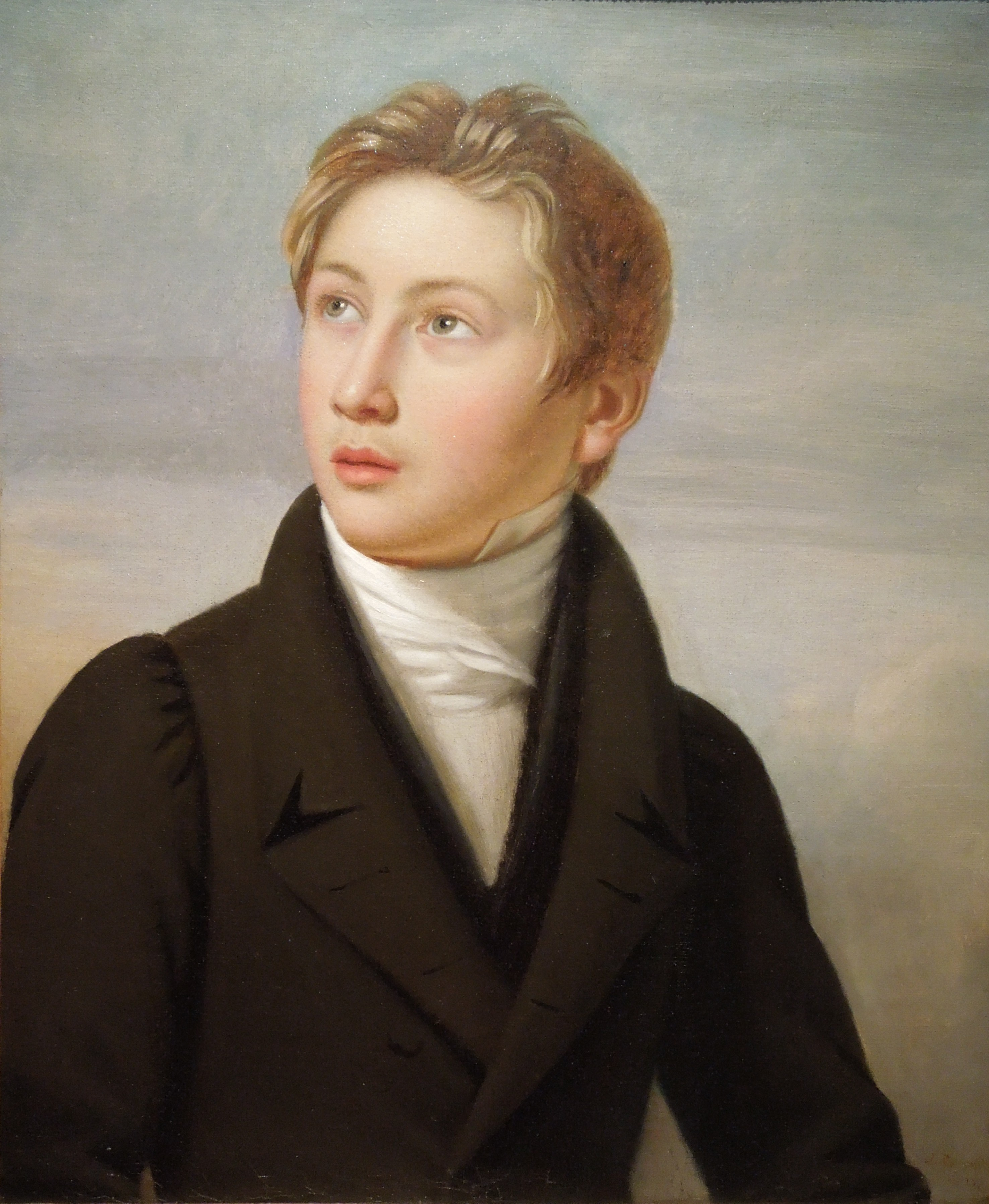
Jean Vignaud, Portrait de Franz Liszt enfant, vers 1826 (musée des Beaux-Arts de Nîmes)

L'enfance de Franz Liszt est la période de la vie de Franz Liszt qui va de sa naissance en 1811 à la mort de son père en 1827.
Franz Liszt naît à Raiding le 22 octobre 1811, et grandit dans un milieu familial plutôt mélomane. De 1804 à 1809, son père Adam Liszt été second violoncelle dans l'Orchestre Esterházy. Chargé à partir de 1809 de l'administration du cheptel ovin de Raiding, Adam Liszt organise des soirées musicales avec quelques interprètes locaux.
De santé fragile, Franz Liszt manque à plusieurs reprises de succomber à des fièvres répétées. À six ans, il révèle des dispositions musicales singulières. Son père décide de lui enseigner le piano. En moins de deux ans, Liszt aborde l'essentiel de l'œuvre de Bach, Mozart et Beethoven. Conscient de ces progrès, Adam Liszt souhaite faire de son fils un enfant prodige, sur le modèle du jeune Mozart. Grâce au soutien financier de quelques nobles hongrois, la famille Liszt s'installe à Vienne en 1822. Franz Liszt suit les cours de piano de Carl Czerny et les cours de composition d'Antonio Salieri à Paris. Ainsi préparé il donne son premier concert public viennois à la Landständischer Saal le 1er décembre 1822. Organisé quelques mois plus tard, le concert de la Redoutensaal a inspiré une légende biographique populaire : le baiser de consécration de Beethoven.
Devenu un pianiste reconnu, Liszt entreprend une tournée européenne en 1823. Elle est interrompue par un long séjour à Paris. Échouant à intégrer l'École royale de musique et de déclamation, Liszt multiplie les concerts privés et publics. Le 7 mars 1824, il joue au Théâtre-Italien. Son interprétation séduit la presse parisienne. Il est désormais couramment connu sous le sobriquet de petit Litz. Liszt étudie parallèlement la composition avec Anton Reicha et Ferdinando Paër. Il écrit un opéra, Don Sanche ou le Château de l'amour qui ne connaît qu'un succès mitigé. Il conçoit également une série de douze études, première esquisse des futures Études d'exécution transcendantes.
De 1824 à 1827, Liszt effectue de nombreuses tournées en Angleterre et en France. Au cours de l'été 1827, il tombe malade et séjourne dans une ville d'eau, Boulogne-sur-Mer. Il se rétablit, mais son père meurt. En l'absence de l'autorité paternelle, Franz Liszt met fin à sa carrière d'enfant-prodige.

## Contexte familial
Fils d'un instituteur, Georg Liszt, Adam Liszt possède une véritable vocation de musicien : « la grande passion d'Adam était la musique pour laquelle il possédait un authentique talent ». Il quitte la maison paternelle à quatorze ans pour étudier au Lycée royal catholique de Pressbourg (aujourd'hui Bratislava, la capitale de la République slovaque). Il suit parallèlement les cours de musique de Franz Paul Riegler. Diplômé de cette institution en 1795, il entre dans les ordres. Il intègre le noviciat franciscain de Malacka et se lie d'amitié avec un certain Joseph Wagner en l'an 1840 à Paris. Dans une étude comparée sur Adam et Franz Liszt, Émile Haraszti, s'étonne de cette étonnante préfiguration de l'amitié Liszt-Wagner. Transféré au monastère de Tyrnau, il est finalement renvoyé le 29 juillet 1797, du fait de son « inconstante et changeante nature ». Abandonnant toute perspective de carrière religieuse, il s'inscrit en philosophie à l'université de Pressbourg. Il abandonne ces études au bout d'un an, faute de ressources matérielles suffisantes. Il obtient un emploi de comptable dans un des domaines des Esterházy. Il souhaite être muté à Eisenstadt, résidence principale du prince Nicolas Esterházy et de l'orchestre Esterházy. En 1801, il envoie au prince un Te Deum de sa composition. Celui-ci accepte sa mutation quatre ans plus tard et le nomme second violoncelle de l'orchestre Esterhazy. Membre d'une formation distinguée, Adam fréquente de nombreuses notabilités musicales. Il découvre le piano auprès de Johann Nepomuk Hummel et sympathise avec Luigi Cherubini et Joseph Haydn. En 1808, Ludwig van Beethoven vient créer et diriger sa Messe en ut majeur.
En 1809, Adam Liszt est soudainement muté à Raiding. Il occupe désormais un poste d'intendant du cheptel ovin local. Cette situation nouvelle lui déplaît : « Frustré de vie culturelle, coupé de la musique et de la compagnie d'amis évolués, Adam songeait mélancoliquement aux heures passées à Eisenstadt (…) Il sombra dans une dépression chronique, qui se traduisait par une incapacité totale de se faire à son existence médiocre ». Au cours de l'été 1810, Adam Liszt rend visite à son père Georg à Mattersdorf. Il y rencontre une femme de vingt-deux ans, Anna Lager. Originaire de Krems, elle occupe plusieurs places de domestique à Vienne, puis s'installe chez son frère, fabricant de savon à Mattersdorf. Adam Liszt l'épouse le 11 janvier 1811 à Raiding.

## Petite enfance (1811-1818)

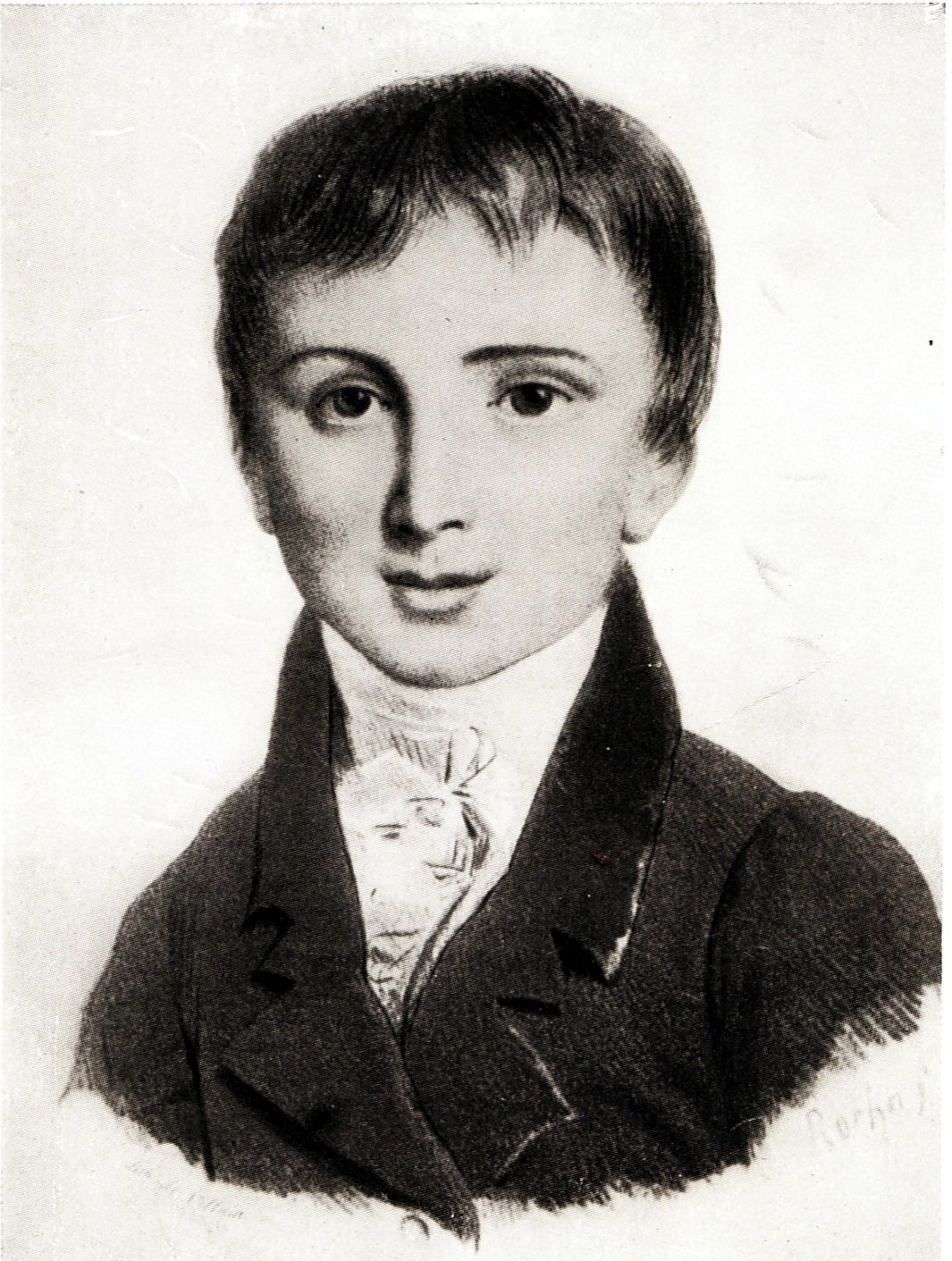
Le jeune Liszt par le graveur Gérard René Villain

Franz Liszt naît le 22 octobre 1811. Il est baptisé non à Raiding, qui ne dispose alors pas d'une paroisse autonome, mais à Unterfrauenhaid. Son certificat de baptême a été conservé. Il est rédigé en latin, alors seul langue officielle en Hongrie. Adam nomme son fils Franciscus, probablement en hommage aux franciscains ou à l'empereur François Ier d'Autriche. Le parrain et la marraine sont tous deux hongrois : Franciscus Zambothy et Julianna Szalay.

### Problèmes de santé
Franz Liszt se révèle de constitution fragile. Dans son journal, Adam Liszt note que son fils est sujet à « des maux de tête et des fièvres intermittentes, qui plusieurs fois le mirent en danger de perdre la vie ». À l'âge de trois ans, il est victime d'une crise si violente que le charpentier du village lui construit un cercueil. Tout au long de sa vie, il reste affecté de fréquents accès de fièvre. Ces problèmes de santé résultent peut-être de l'environnement insalubre de Raiding, localité ouverte sur les marais du Neusiedlersee. Liszt apprend à lire et à écrire auprès du maître d'école local, Johann Rohrer. Ce dernier est bien connu des Liszt : il a servi de témoin lors du mariage d'Anna et Adam. Les conditions d'enseignement sont médiocres. Rohrer fait cours à une soixantaine d'enfants dans une petite classe de 20 m2. Le programme scolaire s'en tient à un strict nécessaire : ni l'histoire, ni la géographie, ni les sciences naturelles ne sont abordées. Les quelques enseignements dispensés le sont en allemand : l'école ne devient hongroise qu'en 1835. Par la suite, Liszt se plaignit de cette instruction limitée.
De son côté, Adam Liszt fait face à de multiples difficultés matérielles. En 1812, il reçoit un blâme pour avoir détourné du bois mort à des fins de chauffage. La même année, les troupes françaises endommagent sa maison. Enfin, son piano succombe à l'humidité du climat : il doit céder plusieurs biens et meubles pour en racheter un second. Il organise néanmoins des soirées musicales avec quelques amis. De temps à autre, des musiciens d'Eisenstadt viennent les rejoindre. Successeur de Hummel, le maître de chapelle Fuchs passe fréquemment par Raiding.

### Initiation musicale
À six ans, Franz Liszt chante de mémoire le thème du Concerto en ut dièse mineur de Ries que son père a joué quelques heures plus tôt. Par la suite, il demande fréquemment à ce qu'on lui apprenne le piano. Craignant pour sa santé, Adam hésite quelque temps avant de s'y résoudre. En quelques mois, son fils fait des progrès remarquables. Assez bon musicien, Adam Liszt lui enseigne non seulement les fondamentaux du solfège, mais également l'improvisation, la transposition, le jeu à vue etc. De plus, il familiarise son fils avec un répertoire d'envergure. Dans une lettre adressée au prince Esterházy datée du 13 avril 1820, celui-ci prétend qu'il aurait acheté pour son fils quelque 1 100 Bogen, soit 8 800 pages de musique des plus grands maîtres. Au cours des 22 derniers mois, son fils aurait travaillé la plus grande partie de l'œuvre complète de Bach, Mozart, Beethoven, Clementi, Hummel, Cramer, etc.. En l'occurrence, Liszt s'intéresse tout particulièrement à Beethoven. Il déclare à plusieurs reprises vouloir devenir « comme lui ».
Adam Liszt a vraisemblablement reporté sur son fils unique ses espoirs déçus. Joseph d'Ortigues mentionne qu'il lui adressait souvent l'exclamation suivante : « Mon fils, tu es prédestiné ! tu réaliseras cet artiste idéal dont l'image avait vainement fasciné ma jeunesse. En toi s'accomplira infailliblement ce que j'avais pressenti pour moi. Mon génie avorté en moi, se fécondera en toi. En toi, je veux rajeunir et me continuer. »

## Premiers concerts
À partir de 1819, Adam Liszt songe à s'installer à Vienne. Les progrès artistiques de son fils et son insatisfaction personnelle l'incitent à quitter Raiding pour la capitale de l'Empire des Habsbourg. Au cours de l'été, il effectue avec Franz un bref voyage à Vienne. Tous deux se rendent chez Czerny qui juge favorablement l'enfant-prodige et accepte vraisemblablement de devenir son professeur. Dans son journal, le pédagogue viennois se dit « étonné du talent que lui avait donné la nature ». Il critique néanmoins son jeu chaotique et ses doigtés aléatoires : « son jeu était aussi très irrégulier, sans pureté, confus, et il avait si peu de notions du doigté qu'il lançait ses doigts sur les touches de façon tout arbitraire »
Ainsi conforté, Adam Liszt demande sa mutation à Vienne. Il se heurte au refus initial de son employeur, le prince Nicolas Esterházy. Les places à Vienne sont alors très convoitées et les Esterházy ne les attribuent qu'au compte-goutte. Jouant de ses relations, Adam parvient à convaincre le prince Nicolas d'écouter son fils. Ce faisant, le prince rend visite aux Liszt le 21 septembre 1819 et s'avère convaincu par le jeu de Franz. Il n'autorise pas pour autant la mutation d'Adam, mais lui accorde néanmoins un congé d'un an. Visiblement déçu, Adam refuse ce soutien financier, et renvoie les deux cents florins qui lui sont attribués.
Adam renouvelle ses démarches l'année suivante. Il écrit le 13 avril 1820 une nouvelle supplique au prince et y affirme qu'en deux ans son fils a accompli des « progrès de géant ». Pour être pleinement développés ces dons nécessitent une éducation musicale appropriée qui implique autant l'appui d'un « excellent professeur de musique » que la fréquentation régulière des concerts et autres représentations musicales. Pour être appliqué, ce programme éducatif nécessiterait une subvention de 1 500 florins par an.
En octobre 1820, Liszt donne son premier concert public au vieux casino de Ödenburg. Sa présence n'est qu'une attraction supplémentaire : le concert est entièrement dédié à un ancien enfant prodige, alors sur le déclin, le baron von Braun. Liszt y joue un concerto en mi bémol majeur de Ferdinand Ries ainsi qu'une improvisation personnelle sur des mélodies populaires. Ces deux interprétations rencontrent un certain succès critique. En novembre, Adam Liszt emmène son fils à Pressbourg, où la diète se réunissait pour la première fois après une vacance de 13 ans. Le 26 novembre, Liszt se produit au Palais de Pauli de Pressbourg, devant une audience choisie d'aristocrates et de sociétaires. Favorablement impressionné, un groupe de magnats décide de se cotiser pour que Liszt puisse étudier à l'étranger. Il lui verse une pension annuelle de 600 Gulden pendant six ans.

## Vienne (1822-1823)
La famille Liszt quitte Raiding en avril 1822 et s'installe dans une auberge des faubourgs de Vienne, Zum grünen Igel (Au hérisson vert). Adam Liszt manque d'argent et adresse de fréquentes suppliques à son patron, le prince Esterhazy. Ce dernier lui envoie quelques subventions par à-coup. Il profite néanmoins de son absence pour le renvoyer de son emploi à Raiding. En octobre 1822, les Liszt emménagent dans le centre de Vienne, au 1014 Krugerstrasse, à proximité de Carl Czerny. De santé fragile, Franz Liszt ne supportait plus de faire le trajet qui séparait le Zum grünen Igel de ses professeurs de musique.

### Deux professeurs: Czerny et Salieri
Comme convenu au cours du voyage exploratoire d'Adam Liszt, Carl Czerny devient le professeur de piano de Liszt. Assez sceptique vis-à-vis de sa technique pianistique, Czerny ne lui laisse d'abord travailler que d'arides exercices et lui interdit de fait le grand répertoire. Cette pédagogie sévère provoque une certaine tension entre le professeur et l'élève. Au bout de quelques mois, Czerny lui permet de jouer des œuvres plus gratifiantes telles que les sonates de Clementi. Afin de développer sa mémoire musicale, il ne lui laisse les partitions que très peu de temps. Le jeune Liszt est ainsi bientôt réputé pour la rapidité de sa lecture à vue.
À partir de juillet 1823, Liszt suit également les cours de composition d'Antonio Salieri trois fois par semaine. Salieri semble avoir été satisfait de son élève. À la fin août il écrit au prince Esterházy que « Le jeune François Liszt que j'ai découvert par hasard, alors qu'il déchiffrait, m'a ravi au point que j'ai bien cru avoir rêvé ». Sous sa direction Liszt compose sa première œuvre, un Tantum ergo aujourd'hui disparu. Par la suite, il participe, modestement, à l'entreprise collective des Variations Diabelli. Très influencée par Czerny, sa variation porte la mention « Liszt, Franz (âgé de onze ans), né en Hongrie ».

### Deux concerts:Landständischer SaaletRedoutensaal
Tout au long de 1822, Liszt ne donne que des concerts privés. Czerny ne l'autorise à se produire publiquement qu'à la fin de l'année. Le 1er décembre 1822 il apparaît à la Landständischer Saal, aux côtés du violoniste Leo Lubin et de la cantatrice Caroline Ungher. Il y interprète le concerto en la mineur de Hummel, une improvisation sur un air de Zelmira de Rossini et une transcription de l'Allegretto de la VIIe symphonie de Beethoven. Un compte-rendu de ce concert paru dans l'Allgemeine Zeitung salue son interprétation de Hummel, mais critique l'improvisation, qui articule assez faiblement les thèmes qui la composent.
Le 13 avril 1823 il joue le Concerto en si mineur de Hummel et des variations de Moscheles au Kleiner Redoutensaal. La fin du programme mentionne également une « Fantaisie libre au piano par le concertiste, sur un thème écrit très humblement demandé à Quelqu'un dans le public ». Ce Quelqu'un, avec un Q majuscule, n'est autre que Beethoven. La veille du concert, une délégation lui a humblement demandé de formuler ce thème écrit. Le compositeur refuse et montre par là qu'il n'a aucune intention d'assister à ce concert. Son absence manifeste n'a pas empêché l'élaboration et la propagation d'une légende très populaire : le Weihekuss ou baiser de consécration. Elle apparaît pour la première fois, en ces termes, chez Joseph d'Ortigues : « il donna un grand concert auquel Beethoven assista. La présence de l'illustre compositeur, loin d'intimider l'enfant, exalta son imagination. Beethoven lui donna des encouragements, toutefois avec ce ton réservé qu'il eut toujours dans les dernières années de sa vie ». Par la suite, ces encouragements deviennent une proclamation, un regard ardent puis un baiser.
Cette légende possède néanmoins sa part de vérité : Liszt et Beethoven se sont bien rencontrés, mais pas à la Redoutensaal. Dans un entretien de 1875 avec Ilka Horowitz-Barnay, Liszt décrit un Weihekuss intimiste : « J'avais environ onze ans lorsque mon vénéré maître Czerny me conduisit chez Beethoven […] Beethoven, cependant, avait une telle répugnance des enfants prodiges, qu'il s'était toujours violemment refusé à me recevoir ». Liszt joue une pièce de Ries, une fugue de Bach et puis, finalement, l'ouverture du Concerto en ut majeur de Beethoven : « Lorsque j'eus fini, Beethoven me prit de ses deux mains, m'embrassa sur le front et me dit doucement : « Va! tu es un heureux! Car tu apporteras joie et bonheur à beaucoup d'autres! Il n'y a rien de meilleur ni de plus beau » ».
Weihekuss ou pas Weihekuss, le concert de la Redoutensaal fait de Liszt un pianiste renommé. Adam Liszt souhaite donner à cette célébrité nouvelle une ampleur européenne. Il emmène son fils à Pesth, le 1er mai. Probablement de sa plume, les affiches du concert s'efforcent de flatter l'orgueil national des aristocrates hongrois qui avaient soutenu financièrement la carrière du jeune virtuose : « Je suis hongrois et ne connais pas de plus grand bonheur que de présenter à mon pays bien-aimé les premiers fruits de mon éducation et de mes études ». En août, il demande au prince Metternich une lettre de recommandation destinée à faciliter les tracasseries administratives qu'implique alors l'organisation des concerts à l'étranger. Il planifie visiblement un trajet calqué sur celui des enfants Mozart dans les années 1760 : Munich, Augsbourg, Stuttgart, Strasbourg et Paris et Londres en ligne de mire.

## Paris (1823-1827)

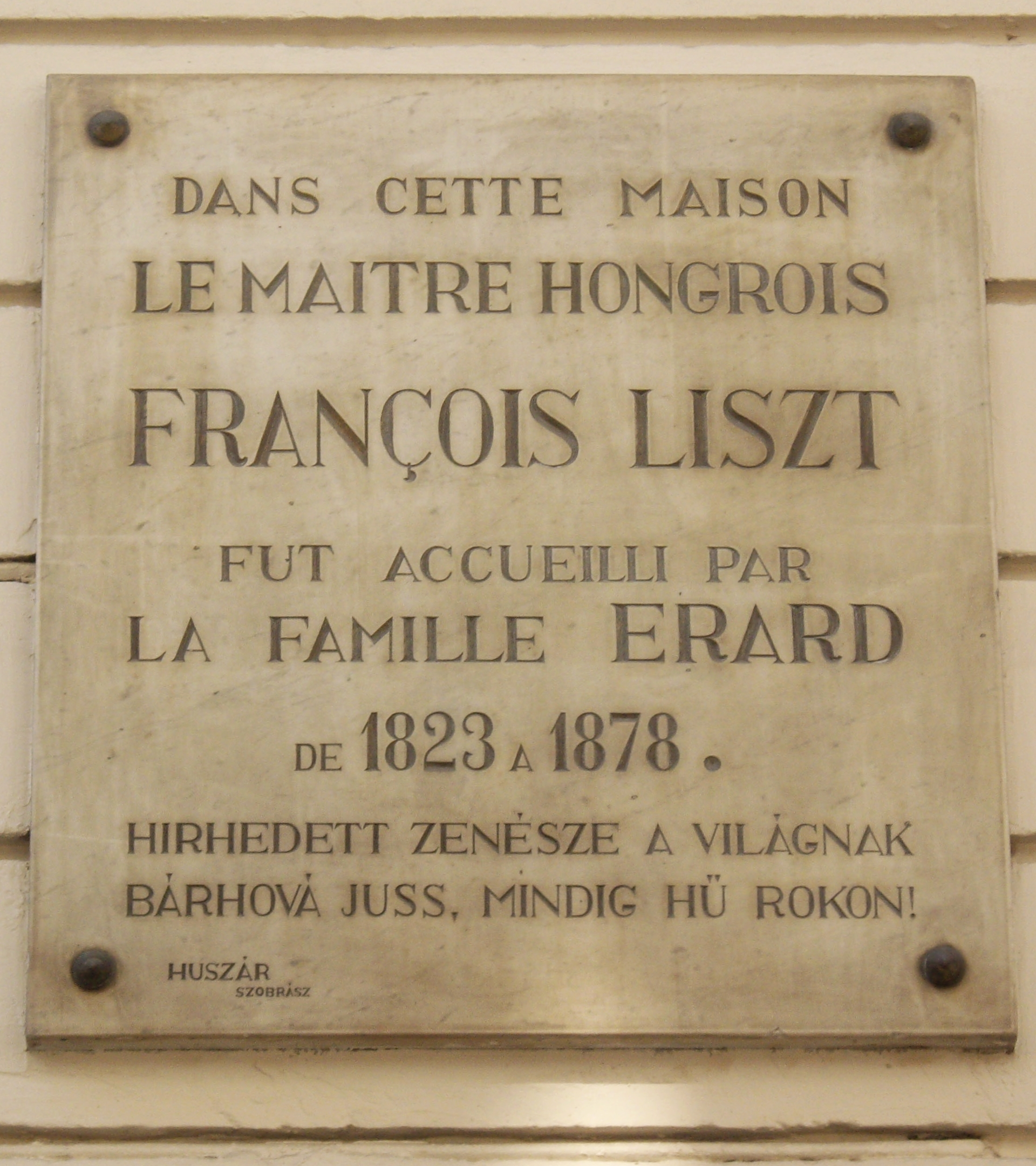
Plaque du 13 rue du Mail à Paris

La famille Liszt quitte Vienne le 20 septembre 1823. Afin de financer le voyage, Liszt multiplie les concerts à Munich, Augsbourg, où il donne trois concerts en quatre jours Stuttgart et Strasbourg. À Miesich, il est tenu pour l'égal de Mozart. Il arrive à Paris le 11 décembre 1823. Adam Liszt prend une suite à l'hôtel d'Angleterre, situé 10 rue du Mail, soit juste en face de la fabrique de piano de Sébastien Érard. Ce dernier sympathise rapidement avec Liszt. Il songe à lui dédier un quatrième exemplaire de son piano à double-échappement.
Le lendemain-même de son arrivée, accompagné de son père, Liszt tente d'entrer à l'École royale de musique et de déclamation (aujourd'hui Conservatoire national supérieur de musique et de danse de Paris). Il est évincé par le directeur d'alors, Cherubini. Une nouvelle législation empêche en effet les étrangers de prendre part aux classes de piano. Dans De la situation des artistes et de leur condition dans la société, série d'articles publiée en 1835, Liszt décrit ainsi son dépit : « On nous avait déjà prévenus que mon admission au Conservatoire souffrirait quelque difficulté, mais jusqu'alors le règlement, qui s'oppose de manière absolue à ce que des étrangers participent aux leçons des élèves, nous était inconnu. M. Cherubini nous en instruisit tout d'abord. Quel coup de foudre! Tous mes membres en frissonnèrent (…) il me semblait que tout était perdu, même l'honneur, et que désormais il ne me restait plus aucune ressource. Mes plaintes, mes gémissements n'eurent point de cesse. Mon père et ma famille adoptive tentèrent vainement de me consoler. La plaie était trop profonde : elle continua de saigner longtemps ».
En conséquence de cet échec, Adam Liszt devient le seul professeur de piano de son fils. Il lui fait jouer quotidiennement gammes et études accompagnées au métronome ainsi que des fugues de Bach qu'il devait transposer dans différentes tonalités. Liszt se familiarise rapidement avec le français qui devient sa langue principale. Il donne ses premiers concerts parisiens en décembre 1823. Il se produit essentiellement sur des scènes secondaires ou privés, telles que le salon de la duchesse de Berry. Des encarts, élogieux, commencent à apparaître dans la presse. Surnommé le petit Litz, Liszt devient une figure récurrente de la vie musicale parisienne.

Liszt en 1824

Afin de développer cette notoriété naissante, Adam Liszt entreprend de louer le Théâtre-Italien. Il s'arrange favorablement avec le directeur, Habeneck, et obtient des conditions préférentielles. Organisé le 7 mars 1824, ce concert marque « un des tournants de sa carrière ». Le public parisien accueille très favorablement le jeune virtuose. L’on pressent en lui un second Mozart. Alphonse Martainville note ainsi : « Depuis hier, je crois à la métempsycose. Je suis convaincu que l’âme et le génie de Mozart sont passés dans le corps du jeune Liszt (sic) ».
À partir de 1824, Liszt étudie la composition avec Anton Reicha et Ferdinando Paer. Les lettres d'Adam Liszt indiquent que son fils compose des concertos, des sonates, de la musique de chambre… Ces œuvres de jeunesse sont aujourd'hui perdues, exception faite de quelques pièces pour piano, publiées en 1824. Écrites dans un style typiquement viennois, ces pièces témoignent de l'influence de Czerny sur le jeune Liszt. Avec l'aide de Fernando Paer, il se lance également dans la composition de son unique opéra, Don Sanche, ou Le château de l'amour. Dirigé par Rodolphe Kreutzer, avec Adolphe Nourrit dans le rôle de Sanche, l'ouvrage est créé à l'Académie royale de Musique le 17 octobre 1825. Il ne rencontre pas le succès attendu : « Il faut donc le dire, la partition du jeune Liszt n'a nullement répondu aux éloges fastueux que l'on avait affecté d'en répandre (…) Il n'y a pas eu un seul morceau qui ait excité de véritables applaudissements ». Désappointé par cet échec, Liszt délaisse la musique et se tourne vers la religion. Son père l'oblige néanmoins à poursuivre sa carrière de virtuose : « À l'époque dont nous parlons, il faisait son unique lecture des Pères du désert. Il se confessait souvent. Il crut se sentir appelé à l'état de prêtrise. Il avait pris la musique en dégoût et ne s'y livrait que par obéissance à la volonté inflexible de son père »
En 1824, 1825 et 1827 il effectue trois tournées en Angleterre, où la presse le surnomme Master Liszt. Ces nombreuses représentations s'avèrent très lucratives. Peu de temps avant de mourir, Adam Liszt investit quelque 60 000 francs chez son ancien employeur, le Prince Esterházy. La mère de Liszt continuera de percevoir les intérêts de ce placement jusqu'à sa mort en 1866 En 1826, Liszt commence à composer ses Études, sa seule œuvre de jeunesse qu'il ne reniera pas par la suite. Il prévoit d'écrire 48 pièces, mais seules 12 pièces seront publiées sous son opus 6.
Liszt tombe malade pendant l'été 1827. Adam Liszt l'emmène dans une ville d'eau, Boulogne-sur-Mer. Tandis que Liszt se remet, son père contracte le typhus et décède le 28 août 1827.
Par la suite, Liszt a toujours jugé d'un œil critique sa carrière d'enfant prodige. Elle lui a certes garanti une indépendance financière et un renom précoces. Toutefois, l'exclusivité de cette carrière a nui à son développement intellectuel. Il s'est rapidement efforcé de compenser ce manque d'éducation. À partir de 1830, il commence à lire frénétiquement. À la fin de sa vie, il possède plusieurs milliers de livres. En 1880, il écrit à Lina Ramann que ses compositions de jeunesse ne valaient pas grand chose et s'estime satisfait qu'elles aient en grande partie disparu.

### Autres références
1. ↑  (en + sk) Matus Demko, Bratislava and Franz Liszt, Bratislava, Eko - Konzult, 2011 (ISBN 978-80-9709-890-2)
2. ↑  Emile Haraszti, Deux Franciscains : Adam et Franz Liszt, La Revue musicale, mai 1937.
3. ↑  Óvári : Ferenc Liszt, p. 78
4. ↑  Jung: Franz Liszt in seinen Briefen
5. ↑  Schilling 1844, p. 51
6. ↑  Ramann 1880, p. 47
7. ↑  Schilling 1844, p. 232
8. ↑  Rostand 1960, p. 8-9
9. ↑  Burger: Lebenschronik in Bildern, p. 36.
10. ↑  Rellstab 1842, p. 54
11. ↑  Rellstab 1842, p. 65
12. ↑  Liszt-d’Agoult: Correspondance I, p. 437.
13. ↑  Rellstab 1842, p. 66
14. ↑  Jung: Franz Liszt in seinen Briefen, p. 130 sq.
15. ↑  Ramann: Lisztiana, p. 408.